# Agrias pseudo-zenodorus
Agrias pseudo-zenodorus är en fjärilsart som beskrevs av Peter William Michael 1930. Agrias pseudo-zenodorus ingår i släktet Agrias och familjen praktfjärilar. Inga underarter finns listade i Catalogue of Life.